# Dzong Simtokha
El dzong Simtokha es una fortaleza-monasterio budista y dzong cerca de la ciudad de Timbu, capital del distrito homónimo en Bután. Fue fundado en 1629 por Shabdrung Ngawang Namgyal, el unificador del país. Es el primero de su tipo construido en Bután. Se trata de un importante monumento histórico y antiguo monasterio budista, que hoy alberga uno de los principales institutos de aprendizaje de dzongkha. Recientemente ha sido reformado.

## Ubicación
El dzong se encuentra en una ubicación de seguridad estratégica, en una cresta prominente con respecto al valle de Timbu y las carreteras de acceso al paso de Dochula y el este de Bután. La fortaleza se encuentra a unos 5 kilómetros al sur de la capital de Bután, Timbu.

## Historia
El dzong Simtokha, construido en 1629 por Shabdrung Ngawang Namgyal, funciona como un centro monástico y administrativo y es el más antiguo que ha sobrevivido en su forma original; Namgyal puso en boga, por primera vez en Bután, este concepto del dzong como monasterio-castillo. Cinco lamas descontentos realizaron un ataque a la fortaleza en colaboración con un ejército invasor de tibetanos, que estaban en contra de las prácticas budistas del dzong bajo el control de Shabdrung. Fueron derrotados y Palden Lama, que era el líder de los invasores, murió en la batalla. Otro ataque al dzong en 1630 por parte de los tibetanos tuvo éxito durante un tiempo hasta que parte de este se incendió: con el techo colapsando todas las fuerzas invasoras fallecieron.
Las primeras obras de renovación y ampliación del dzong fueron completadas en 1670 por Mingyur Tenpa, el tercer Druk Desi (regente). También ha sido objeto de muchas renovaciones en los años siguientes y la más reciente fue realizada por arquitectos de Japón.
Se cree que el dzong proporcionó protección contra un demonio que había desaparecido en una roca cerca del sitio y, por lo tanto, tomó el nombre "Simtokha" que significa "simmo" (demonio) y "do" que significa "piedra".

### Edad Contemporánea
La escuela budista de lingüística fue establecida como parte del dzong por el tercer Druk Gyalpo, Jigme Dorji Wangchuck. Esto fue sugerencia de la reina Mayum Choying Wangmo Dorje en 1961.
El primer ministro de Bután, Lotay Tshering, y el primer ministro de India, Narendra Modi, celebraron una reunión oficial y una ceremonia de intercambio de documentos en la fortaleza el 17 de agosto de 2019. Esta fue la primera vez que el monumento se utilizó como sede de la diplomacia internacional.

## Características

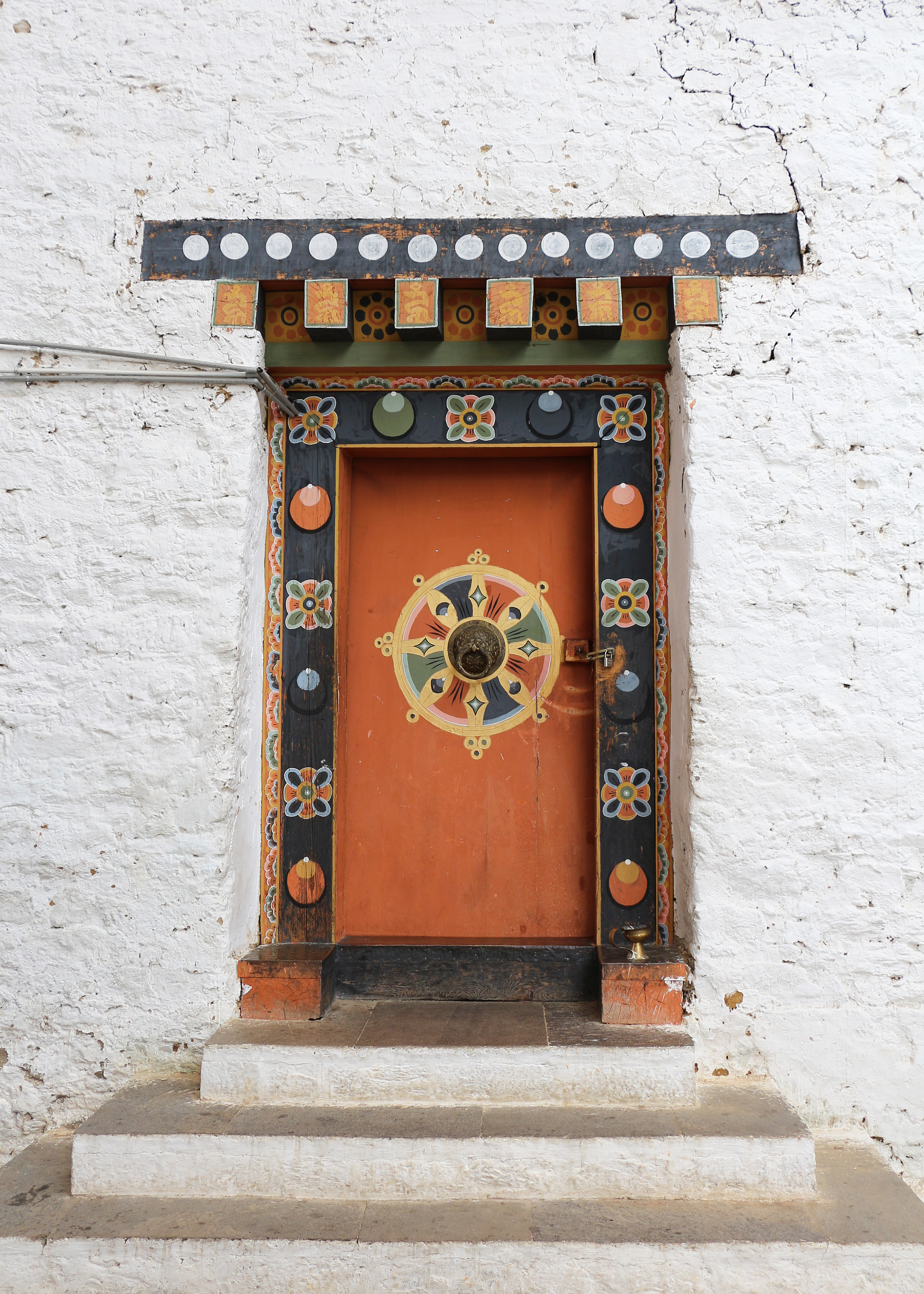
Una puerta de entrada de la fortaleza.

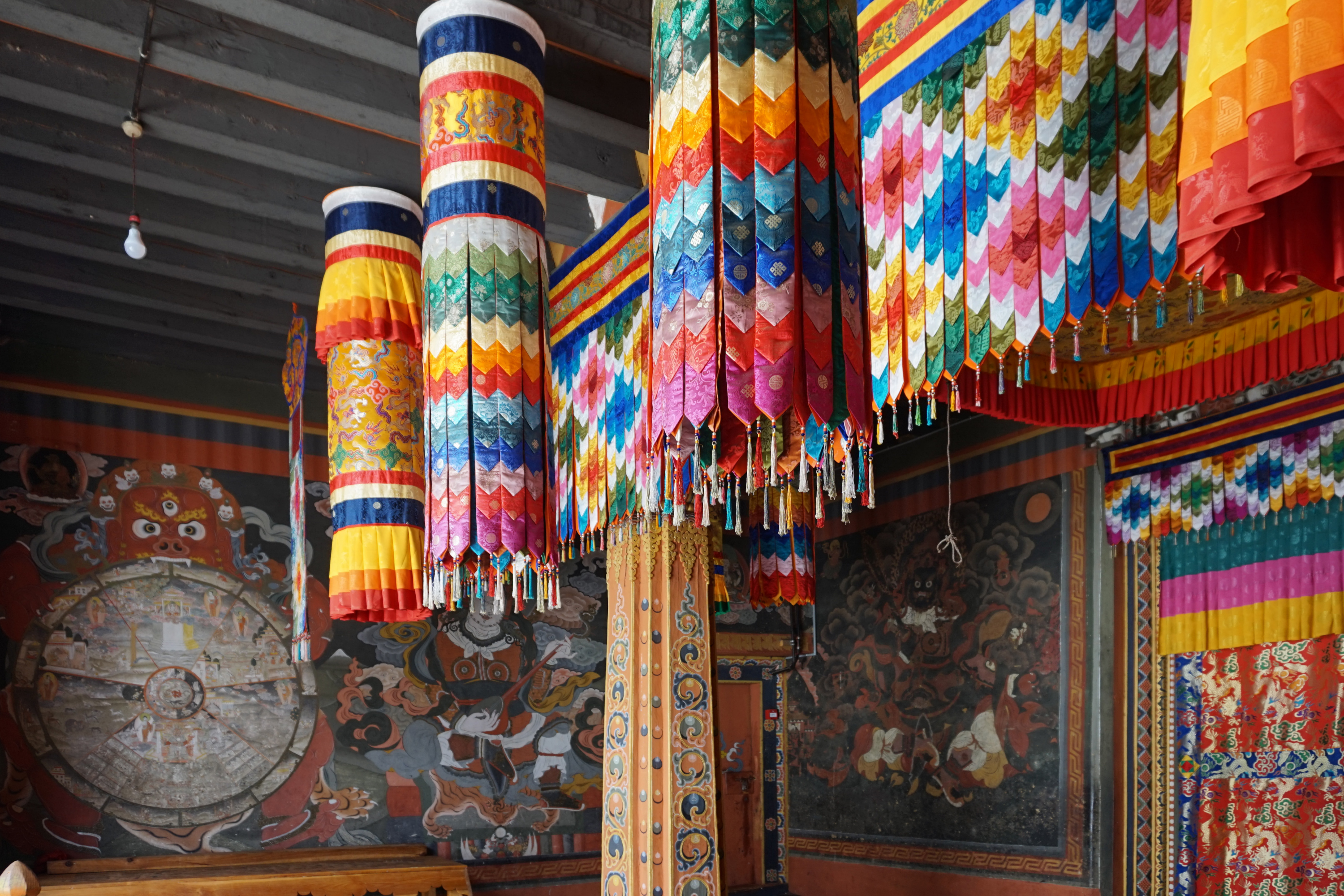
Pinturas en el interior del dzong.

El dzong, que cubre un área de aproximadamente 60 m², tiene solo una puerta de entrada desde el sur, mientras que en el pasado estaba en el oeste. El edificio construido en tres pisos está cubierto en el exterior del nivel más bajo con ruedas de oración, donde también hay una serie de 300 tallas de pizarra que representan santos y filósofos. El lhakhang (templo) principal tiene una imagen grande de Sakyamuni (Buda), con imágenes de ocho bodhisattvas en ambos lados. Hay muchas pinturas murales oscuras dentro de este lhakhang que se dice que son las más antiguas de Bután. La capilla al oeste del templo principal ofrece imágenes de Chenresig. También hay una pintura antigua de Shabdrung Ngawang Namgyal, el fundador del dzong, que se limpió en 1995 pero todavía muestra signos de grietas. Hay capillas dedicadas a Yeshe Goennpo (Mahakala) y Pelden Lhamo, las deidades protectoras de Bután.
En el género de las pinturas murales del Himalaya, el mandala cósmico en el dzong se considera único. Es un círculo que está pintado en el techo del salón de actos o Tshogdu, dentro de un cuadrado en forma de cordilleras con cuadrados concéntricos amarillos. Los círculos dentro de él están pintados en varios colores, lo que lo hace distintivo, y representa los doce meses del año. El recorrido del curso del movimiento del sol está pintado como una línea en forma de elipse en color rojo ladrillo; también están representadas las lunas.